# Tanjič
Tanjič je priimek več znanih Slovencev:
- Almir Tanjič (*1979), nogometaš